# Specjacja filetyczna
Specjacja filetyczna – typ powstawania gatunków, w którym ich liczba nie wzrasta, bowiem nowy gatunek powstaje w wyniku przekształcenia swego przodka.